# Luigi Mattiolo
Luigi Mattiolo (* 28. Oktober 1957 in Rom) ist ein italienischer Diplomat. Von Ende 2018 bis Anfang 2021 war er italienischer Botschafter in Deutschland, seither ist er diplomatischer Berater des italienischen Ministerpräsidenten Mario Draghi.

## Studium
Am 15. Juli 1980 schloss er ein Studium der Politikwissenschaft an der Universität La Sapienza ab.

## Werdegang
Am 1. August 1981 trat er in den auswärtigen Dienst. Von 1981 bis 1983 wurde er in der Abteilung Einwanderung und soziale Angelegenheiten beschäftigt. Von 1983 bis 1986 war er Gesandtschaftssekretär zweiter Klasse in Moskau. Von 1986 bis 1988 war er Gesandtschaftssekretär erster Klasse in Bern. Von 1988 bis 1992 war er Gesandtschaftssekretär erster Klasse in Belgrad. Von 1992 bis 1993 war Gesandtschaftsrat in der Personalverwaltung. Von 1993 bis 1994 war er stellvertretender Leiter des diplomatischen Stabe des Premierministers. Von 1995 bis 2001 war er Gesandtschaftsrat bei der EU-Kommission und bis 1997 für die Gemeinsame Außen- und Sicherheitspolitik zuständig. Von 2001 bis 2004 war er Gesandtschaftsrat erster Klasse beim UNO-Hauptquartier. Von 2004 bis 2005 war er Koordinator für Gemeinsame Außen- und Sicherheitspolitik in Rom. Von 2005 bis 2008 war er Stellvertreter des Ständigen Vertreters beim Nordatlantikrat in Brüssel. Vom 17. September 2008 bis 20. August 2012 war er Botschafter in Tel Aviv. Von 20. August 2012 bis 13. März 2015 leitete er die Abteilung EU-Kommission in Rom. Vom 13. März 2015 bis November 2018 war er Botschafter in Ankara. Danach wurde er am 20. November 2018 designierter Botschafter in Berlin und dort am 19. Dezember 2018 akkreditiert. Am 16. Februar 2021 ernannte ihn Ministerpräsident Draghi zu seinem diplomatischen Berater. In Berlin verabschiedete sich Mattiolo am 26. Februar 2021.
| Vorgänger           | Amt                                             | Nachfolger             |
| ------------------- | ----------------------------------------------- | ---------------------- |
| Sandro De Bernardin | Italienischer Botschafter in Tel Aviv 2008–2012 | Francesco Maria Talò   |
| Gianpaolo Scarante  | Italienischer Botschafter in Ankara 2015–2018   | Andrea Filippo Colombo |
| Alessandro Gaudiano | Italienischer Botschafter in Berlin 2018–2021   | Armando Varricchio     |